# Jinn
Xem thêm: Shaitan

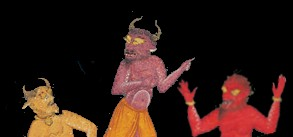
Jinn

Jinn (tiếng Ả Rập: الجن, al-jinn) cũng được Latinh hóa djinn hay Anh hóa genies (với nghĩa rộng hơn là ma, quỷ), là những sinh thể siêu nhiên trong thần thoại Ả Rập và sau này là thần thoại và thần học Hồi giáo. Tổ tiên của Jinn là Jamn. 

## Sách
- Al-Ashqar, Dr. Umar Sulaiman (1998). The World of the Jinn and Devils. Boulder, CO: Al-Basheer Company for Publications and Translations.
- Barnhart, Robert K. The Barnhart Concise Dictionary of Etymology. 1995.
- "Genie". The Oxford English Dictionary. Second edition, 1989.
- Abu al-Futūḥ Rāzī, Tafsīr-e rawḥ al-jenān va rūḥ al-janān IX-XVII (pub. so far), Tehran, 1988.
- Moḥammad Ayyūb Ṭabarī, Tuḥfat al-gharā’ib, ed. J. Matīnī, Tehran, 1971.
- A. Aarne và S. Thompson, The Types of the Folktale, 2nd rev. ed., Folklore Fellows Communications 184, Helsinki, 1973.
- Abu’l-Moayyad Balkhī, Ajā’eb al-donyā, ed. L. P. Smynova, Moscow, 1993.
- A. Christensen, Essai sur la Demonologie iranienne, Det. Kgl. Danske Videnskabernes Selskab, Historisk-filologiske Meddelelser, 1941.
- R. Dozy, Supplément aux Dictionnaires arabes, 3rd ed., Leyden, 1967.
- H. El-Shamy, Folk Traditions of the Arab World: A Guide to Motif Classification, 2 vols., Bloomington, 1995.
- Abū Bakr Moṭahhar Jamālī Yazdī, Farrokh-nāma, ed. Ī. Afshār, Tehran, 1967.
- Abū Jaʿfar Moḥammad Kolaynī, Ketāb al-kāfī, ed. A. Ghaffārī, 8 vols., Tehran, 1988.
- Edward William Lane, An Arabic-English Lexicon, Beirut, 1968.
- L. Loeffler, Islam in Practice: Religious Beliefs in a Persian Village, New York, 1988.
- U. Marzolph, Typologie des persischen Volksmärchens, Beirut, 1984. Massé, Croyances.
- M. Mīhandūst, Padīdahā-ye wahmī-e dīrsāl dar janūb-e Khorāsān, Honar o mordom, 1976, pp. 44–51.
- T. Nöldeke "Arabs (Ancient)", in J. Hastings, ed., Encyclopaedia of Religion and Ethics I, Edinburgh, 1913, pp. 659–73.
- S. Thompson, Motif-Index of Folk-Literature, rev. ed., 6 vols., Bloomington, 1955.
- S. Thompson and W. Roberts, Types of Indic Oral Tales, Folklore Fellows Communications 180, Helsinki, 1960.
- Solṭān-Moḥammad ibn Tāj al-Dīn Ḥasan Esterābādī, Toḥfat al-majāles, Tehran.
- Moḥammad b. Maḥmūd Ṭūsī, Ajāyeb al-makhlūqāt va gharā’eb al-mawjūdāt, ed. M. Sotūda, Tehran, 1966.